# Rickettsia
Genre
La Rickettsie, Rickettsia, est un genre de bactéries de la famille des Rickettsiaceae et de la tribu des Rickettsieae. Les Rickettsies sont, comme les Chlamydies, des bactéries de petite taille (300 nm) et intracellulaires obligatoires de cellules eucaryotes et principalement d'arthropodes. Les ricketsies comptent de nombreuses bactéries pathogènes et des bactéries symbiotes. Elles vivent dans le cytoplasme même des cellules eucaryotes et sont principalement rencontrées chez les arthropodes. 
Elles appartiennent aux alpha-protéobactéries, ce sont donc des bactéries théoriquement Gram négatif mais elles ne prennent pas la coloration de Gram, ce qui reste inexpliqué à ce jour.
Vecteurs épidémiologiques : chez l'Homme, ce microbe semble toujours inoculé par des arthropodes suceurs de sang (en particulier les hématophages que sont : poux, tiques et autres acariens) provoquant diverses maladies chez l'humain et l'animal (rickettsioses).

## Histoire médicale
Les rickettsioses (communément dites typhus ou fièvres pourprées) comptent parmi les fléaux les plus anciens et les plus graves.
Elles ont aussi marqué l'histoire militaire et médicale du monde occidental, depuis le Moyen Âge au moins avec le typhus épidémique, qui tuait autrefois peut-être plus de 30% des personnes infectées. La bactérie profitait des situations de guerre et de siège où les gens s'entassaient dans des conditions insalubres propices aux épidémies portées par les poux véhiculant Rickettsia prowazekii. Parmi d'autres, l'armée napoléonienne en a souffert,.
Dans les pays très pauvres, en situation de guerre ou de trouble sociaux, le typhus épidémique continue de causer des épidémies. En outre l'incidence de la fièvre pourprée des montagnes Rocheuses est en augmentation dans les Amériques.
Le nom de ce microbe vient de Howard Taylor Ricketts (1871-1910). Le caractère de vie intracellulaire de cette bactérie, ainsi que sa très petite taille  ont fait que les rickettsies ont été longtemps considérées comme intermédiaires entre les bactéries et les virus. Elles n'ont été reconnues comme de véritables bactéries que dans les années 1960.

## Caractères bactériologiques

### Morphologie
Ce sont des bacilles courts, susceptibles de changer de forme (pléiomorphes), de la forme en bâtonnet à la forme sphérique (coccoïdes), de très petite taille (0,3 à 0,5 μm de diamètre sur 0,8 à 2 μm de long). 
Elles sont incapables de prendre la coloration de Gram, elles sont cependant colorées par le colorant de Giemsa (en violet) et ont des similitudes avec les bactéries à Gram négatif. La température optimale de croissance varie de 32 à 35 °C.
Ce sont des bactéries intracellulaires, qui ne se multiplient que dans les cellules eucaryotes, par simple scissiparité (temps de génération de 8 à 10 heures). Les Rickettsia du groupe typhus ne se trouvent que dans le cytoplasme, celles du groupe boutonneux sont présentes aussi dans le noyau des cellules infectées.

### Culture et métabolisme
Les rickettsies n'utilisent pas le glucose comme source d'énergie. Elles oxydent plutôt le glutamate, le succinate... Bien que capable de synthétiser de l'ATP, une grande partie de l'ATP utilisé provient de la cellule parasitée,.
Leur culture n'est possible que dans des cultures cellulaires, ou la cavité vitelline d'un œuf embryonné d'un animal adapté (hôte habituel dans la nature) : souris, rat ou cobaye.

## Génomique
Le séquençage du génome de Rickettsia prowazekii a montré des similitudes avec l'ADN mitochondrial. Il est possible que les mitochondries proviennent, du point de vue évolutif, d'une association endosymbiotique avec un ancêtre de Rickettsia.

## Bactéries pathogènes ou symbiotes
Certaines espèces de Rickettsia sont des pathogènes d'intérêt médical et vétérinaire, mais beaucoup Rickettsia sont non pathogènes pour les vertébrés, humains inclus, et n'infectent que des arthropodes, souvent non hématophages, comme les pucerons. 

### Survie intracellulaire
Ces bactéries sont phagocytées par les macrophages, mais elles échappent à leur action (survie dans les phagocytes). Grâce à des facteurs de virulence, elles lysent le phagosome, ou s'en échappent avant que la membrane du phagosome ne se referme et ne fusionne avec le lysosome. Elles se retrouvent libres dans le cytoplasme (réserve de nutriments, pas de fusion avec lysosome sans membrane cellulaire…). Elles se multiplient par scissiparité (temps de génération de 8 à 10 heures).
Les Rickettsia du groupe typhus ne se multiplient que dans le cytoplasme. Les Rickettsia du groupe boutonneux peuvent se multiplier aussi dans le noyau. Elles peuvent sortir de la cellule sans la lyser : la polymérisation d'actine permet de former des comètes ou queues, qui les rendent mobiles dans la cellule. Elles sont littéralement propulsées à la cellule adjacente. La double membrane alors créé (évagination-invagination) subira le même sort que le phagosome et les bactéries seront à nouveau libres dans le cytoplasme.
Les rickettsies pénètrent ainsi à l’intérieur des cellules, des macrophages jusqu'aux cellules endothéliales des vaisseaux sanguins. Elles se multiplient alors dans ces cellules, qu’elles finissent par détruire.

### Pathogénie
L’infection est multifocale. L’essaimage se fait par l’intermédiaire de cellules endothéliales parasitées, qui se détachent et circulent dans le sang. L’infection se répand dans de nombreux foyers, disséminés dans le corps. Les vaisseaux sanguins ne sont infectés que sur quelques segments, et pas sur toute leur longueur.
La souffrance de l’endothélium vasculaire provoque la coagulation du sang dans la lumière du vaisseau, et des petites hémorragies autour du vaisseau. Chaque foyer de multiplication bactérienne est entouré d’une réaction inflammatoire de type chronique, avec un infiltrat monocytaire et lymphocytaire.
Cette vascularite ou angéite disséminée explique les différentes manifestations au niveau de la peau (éruptions), cardiaques, musculaires, rénales et du système nerveux central.
Un déficit en glucose-6-phosphate déshydrogénase prédispose à l'apparition d'une rickettsiose sévère.

### Symbiotes
De nombreuses espèces de Rickettsia sont ainsi des symbiontes spécifiques d'arthropodes, mais qui sont souvent confondues avec des Rickettsia pathogènes. 

## Épidémiologie
L'épidémiologie diffère selon les espèces de Rickettsia. Le point commun est toujours l'inoculation à l'homme par voie cutanée ou conjonctivale par un arthropode hématophage (pou, tique, puce…). Les rickettsies sont présentes dans les excréments et la salive de ces agents vecteurs, elles pénètrent l'hôte par les lésions cutanées, dont la piqûre du vecteur.
Les réservoirs importants sont représentés par les ongulés (chevreuil, le cerf et le sanglier…) et les petits rongeurs.

## Principales infections humaines
Le genre Rickettsia est responsable de deux groupes de maladies : le groupe typhus et le groupe des fièvres boutonneuses (spotted fevers en anglais). Depuis les années 1990, les nouvelles techniques moléculaires ont entrainé une refonte des classifications, et des agents nommés autrefois Rickettsia ont été classés dans d'autres tribus ou familles (Orientia, Ehrlichia, etc.), .
Au début du XXIe siècle, les principales rickettsia sont donc, stricto sensu :

### Groupe typhus
Il comprend le typhus historique ou épidémique, de répartition cosmopolite (saisons ou régions froides et d'altitude, avec manque d'hygiène) et le typhus murin. Le vecteur est un pou ou une puce. 
Rickettsia prowazekii est responsable du typhus exanthématique, dont le vecteur est le pou de corps de l'homme. Les patients peuvent présenter une confusion fébrile (tuphos = stupeur en grec).
Rickettsia typhi est l'agent du typhus murin, dont le vecteur est la puce du rat.

### Groupe des fièvres boutonneuses
Chacune est cantonnée dans une région géographique propre, avec quelques particularités cliniques. Le vecteur est une tique (active en saison chaude) ou une puce. 
L'écoépidémiologie des différences/similitudes géographiques n'est pas bien comprise. L'hypothèse dominante est la séparation des continents, avec séparation des espèces de mammifères, d'arthropodes et de rickettsies à laquelle se surajoutent les migrations humaines.
Rickettsia rickettsii est l'agent de la fièvre pourprée des montagnes Rocheuses, en Amérique du nord.
Rickettsia conorii est celui de la fièvre boutonneuse méditerranéenne, autour du bassin méditerranéen.
Rickettsia sibirica est l'agent de la fièvre de morsure de tique nord-asiatique.
Rickettsias africae est l'agent de la Fièvre à tique africaine étudiée en Afrique et aux Antilles depuis 2001, et définie en 2020 par un groupe de chercheurs français et nord-américains. Elle est classée dans le groupe boutonneux.
Rickettsia akari est l'agent de la fièvre ou rickettsiose vésiculeuse (rickettsialpox en anglais). À la différence des précédentes, le vecteur n'est pas une tique mais un acarien, un pou de la souris.
Rickettsia felis est transmis par la puce du chat, Ctenocephalides felis. Décrite en 2002, on compte en tout, en 2017, moins de 100 cas publiés dans le monde. D'autres arthropodes vecteurs pourraient être impliqués, mais non démontrés à la même date.

## Taxonomie
De nombreuses nouvelles souches ou espèces de Rickettsia sont décrites chaque année,.

## Diagnostic bactériologique
Le diagnostic est surtout clinique et épidémiologique.
Les rickettsies ne peuvent pas être cultivées sur milieu synthétique. Elles sont cultivées sur des cellules eucaryotes embryonnaires ou sur des animaux de laboratoire. 

La culture à visée diagnostique n'est pas fiable et déconseillée à cause du risque de contaminations en laboratoire.
Le diagnostic peut être confirmé par la recherche d’anticorps dans le sérum des patients, le plus souvent par immunofluorescence indirecte. L'ancienne réaction d'agglutination de Weil-Felix (1906) n'est plus guère utilisée dans les pays développés. Ces anticorps n’apparaissent qu’avec retard sur les symptômes (selon les techniques et la maladie, de 5 à plus de 15 jours).
La PCR est de plus en plus utilisée pour la mise en évidence de séquences d'ADN de l'agent infectieux.

## Vers un vaccin?
En 2019, aucun vaccin général n'est disponible, bien que des données et expérimentations antérieures,, laissent penser qu'il s'agit d'un « besoin réalisable ».
Depuis les travaux de Kim et al. , un gène codant la production d'un antigène apparenté présent chez toutes les espèces de rickettsies est connu, laissant envisager un vaccin universel.